# Headquakes
Gli Headquakes sono un gruppo musicale italiano di heavy metal classico, proveniente da Vajont, in provincia di Pordenone.

## Storia
Le origini del gruppo vanno ricercate nei Diodito, band hard rock formata nel 2002 dal chitarrista Matteo Corona, dal bassista Giorgio Anselmi, dal batterista Alberto Treppo, dal chitarrista Edoardo Cellini e dal cantante Romeo Cimarosti.
In seguito all'abbandono di quest'ultimo, nel 2003, subentra il cantante Giovanni Scoot Venier e la band cambia il nome in Headquakes iniziando a lavorare al primo demo.
Nel 2006, dopo l'abbandono di Edoardo Cellini, sostituito da Dario Trevisan, e di Alberto Treppo, che lascia il posto a Vincenzo Gulisano, il gruppo incide il primo demo, contenente alcuni pezzi, tra cui Sons of Tyrell, ispirata al celebre film Blade Runner, The Curse e Winter's Hunter, che saranno inclusi anche nel primo album dall'omonimo titolo: "Headquakes", registrato presso i Missed Track Studios di Matteo Corona e i New Sin Studios di Luigi Stefanini, pubblicato nel 2008 per la Casa discografica indipendente torinese Dracma Underground Dept.
In seguito all'uscita del primo album gli Headquakes reclutano alle tastiere Alessandro Corona, fratello di Matteo nonché chitarrista e mente della band progressive metal Revoltons.
Nel 2009, durante le lavorazioni del secondo album, Anselmi, Gulisano, Trevisan e Alessandro Corona lasciano la band per seguire strade e progetti diversi e i due membri fondatori rimasti ingaggiano 4 nuovi elementi, rispettivamente Matteo Martinelli al basso, Fabrizio Cenci alle tastiere, Mattia Del Tin alla chitarra e Jodi Maggio alla batteria.
Nell'autunno del 2010 iniziano le registrazioni del nuovo album, sempre presso i Missed Track e i New Sin Studios, Fallout Diaries, mixato ai Remaster Studios di Nick Savio e masterizzato da Erik Broheden alla Masters of Audio di Stoccolma, celebre per aver lavorato al mastering dell'album Liebe ist für alle da dei Rammstein, vede la luce nel gennaio del 2011 e viene distribuito dalla Crash & Burn records.
Il CD è una sorta di concept album dai temi apocalittici che ritrae lo scenario di un ipotetico inverno nucleare e riceve ottimi riscontri dalla critica italiana ed europea
Nell'inverno del 2011 la band termina le riprese del video ufficiale, diretto da Stefano Lizier, Andrea De Bortoli e David Da Ros, della canzone Come with me... (if you wanna live), primo singolo estratto da Fallout Diaries, canzone ispirata alla saga di Terminator.
Al termine delle riprese Jodi Maggio lascia il gruppo e a lui subentra Simone Luise, già batterista della band metalcore friulana After Moat.
Nell'Ottobre del 2012, a seguito della separazione da Simone Luise, che continua il suo lavoro con gli "After Moat", rientra il drummer Jodi Maggio, che abbandona definitivamente il progetto alla fine del 2013, seguito dal chitarrista Mattia Del Tin, sancendo successivamente il rientro di Simone Luise.
Nel mese di Aprile 2014 la band parte alla volta della Repubblica Ceca per un minitour di supporto alla Heavy Metal band olandese Lord Volture.
Il 18 dicembre 2014 vede l'uscita del video di "Pray Anymore", secondo singolo estratto dall'album Fallout Diaries.
In passato la band ha condiviso lo stage con band del calibro di Elektradrive, Strana Officina e Domine

## Formazione attuale

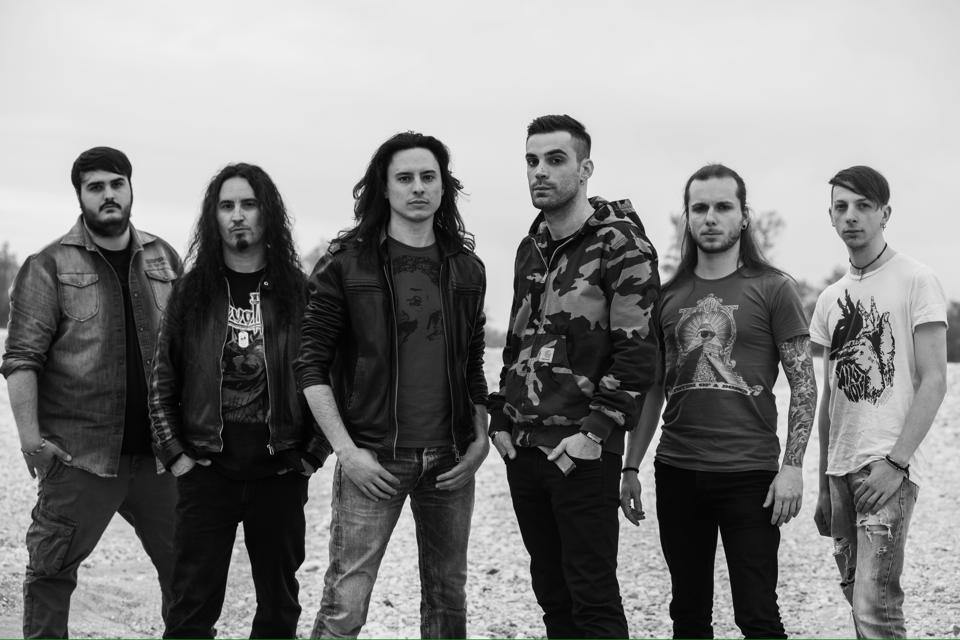
Headquakes - Da sinistra: Matteo Martinelli (basso), Alex Corona (chitarre), Matteo Corona (chitarre), Giovanni "Scoot" Venier (voce), Simone Luise (batteria), Fabrizio Cenci (tastiera).

- Giovanni Scoot Venier - voce
- Matteo Corona - chitarra
- Alessandro Corona - chitarra
- Matteo Martinelli - basso
- Fabrizio Cenci - tastiera & synth
- Simone Luise - batteria

## Ex componenti
- Edoardo Cellini - chitarra
- Giorgio Anselmi - basso
- Aberto Treppo - batteria
- Dario Trevisan - chitarra
- Mattia Del Tin - chitarra
- Vincenzo Gulisano - batteria
- Gabriele Gritti - batteria
- Jodi Maggio - batteria

## Discografia

### Demo
- 2006 - Headquakes

### Album
- 2008 - Headquakes
- 2011 - Fallout Diaries